# Heteronomia

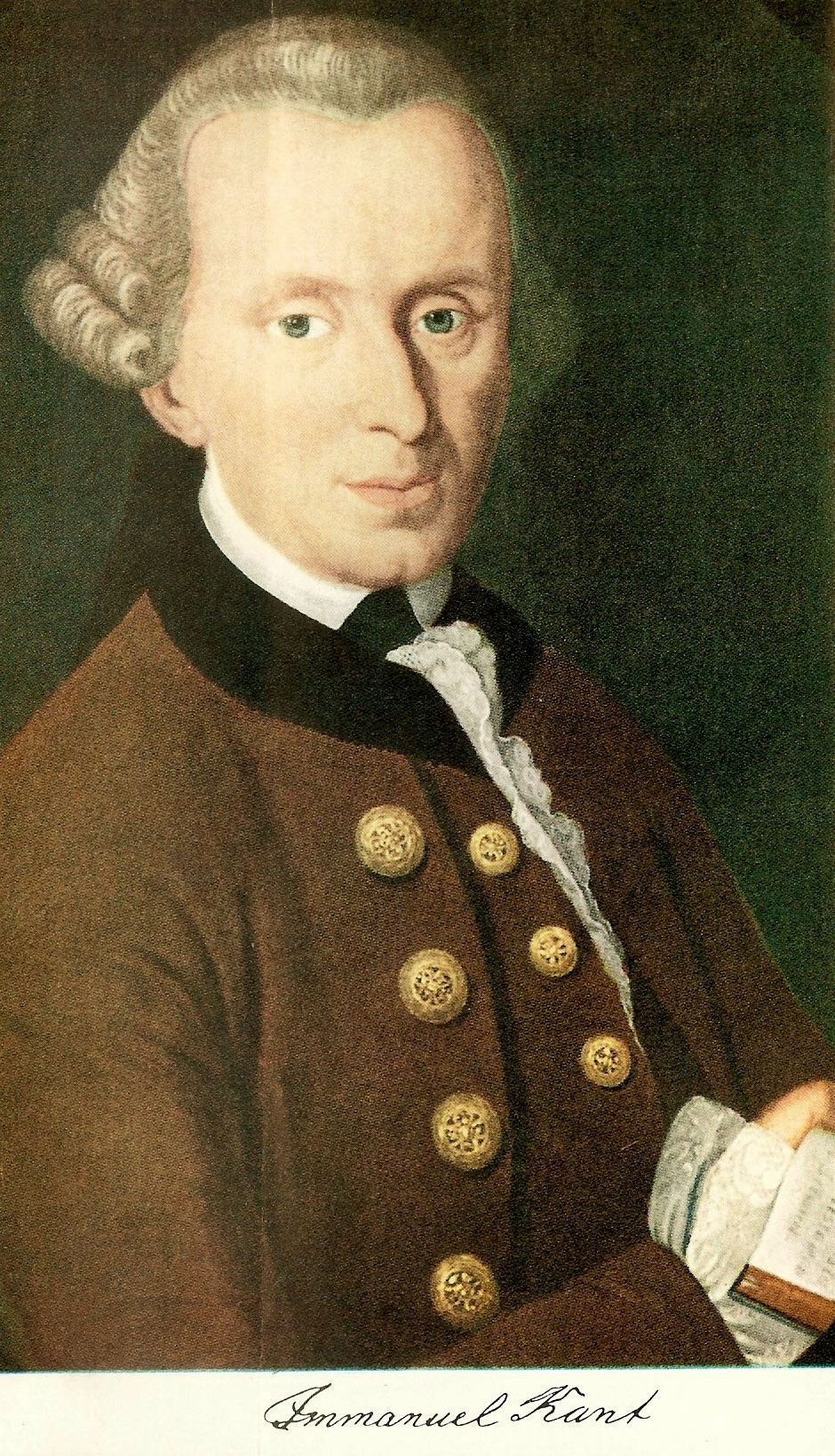
O termo foi cunhado por Kant em seu livro "Fundamentação da Metafísica dos Costumes" em 1785.

Heteronomia (do grego heteros, "diversos" + nomos, "regras") é um conceito criado por Kant para denominar a sujeição do individuo à vontade de terceiros ou de uma coletividade. Se opõe assim ao conceito  de autonomia onde o ente possui arbítrio e pode expressar sua vontade livremente. É um conceito básico relacionado ao Estado de Direito, em que todos devem se submeter à vontade da lei. Se opõe também a anomia que é a ausência de regras.

## Em Filosofia
Atualmente, quando uma pessoa age apenas para satisfazer seus próprios desejos ignorando os desejos dos outros, podem acusá-la de " ter autonomia". Esse sentido de que autonomia significa "ser um adulto responsável" é uma má-interpretação do sentido original. Autonomia, do grego auto "próprio" e nomos "norma/regra", significa estabelecer suas próprias regras morais. O termo heteronomia é desenvolvido por Kant para se opor ao conceito de autonomia, e se refere "a agir de acordo com normas feitas por outros", como por exemplo, seguir um sistema de leis nacionais ou seguir dogmas religiosos. Assim, agir para satisfazer sua própria vontade pode significar agir com autonomia, e ignorar a vontade dos outros significa agir sem heteronomia. A delimitação desses comportamentos é especialmente visível quando se considera as questões relacionadas aos desvios da heteronorma, que destacam como a autonomia e a hetornomia podem ser manifestar em contextos que desafiam normas sociais estabelecidas.
É possível agir com autonomia e heteronomia simultaneamente. Por exemplo, se um indivíduo paga taxas para evitar uma sanção, está agindo por heteronomia, mas se esse indivíduo acredita que é moralmente correto pagar taxas pela prestação de um serviço, ele está agindo com autonomia. Também é possível agir sem autonomia e sem heteronomia, por exemplo, ao não pagar por um serviço particular esse indivíduo iria contra a própria moral e contra a moral social.

## Em Direito
Em Direito, a heteronomia é a característica da norma jurídica que estabelece que esta se impõe à vontade do destinatário — ou seja, a lei é imposta ao indivíduo, e exterior a ele, podendo ser criada por um ente interno (como o Estado), um ente maior que o Estado (como um bloco econômico) ou um ente internacional (como a ONU). 
A consciência moral evolui da heteronimia para a autonomia, ou seja, as pessoas começam por interiorizar as normas e obedecendo-lhes por medo do castigo — heteronomia —, até que essa situação evolui para um patamar que consiste na autodeterminação das pessoas em função de princípios e valores morais justificados de forma racional - autonomia. A heteronomia significa que a sujeição às normas jurídicas não está dependente do livre arbítrio de quem a elas está sujeito, mas, pelo contrário, se verifica uma imposição exterior de que decorre da sua natureza obrigatória. 
Para Lévinas, heteronomia não é escravidão, sendo justamente seu contrário. A moralidade não é baseada em uma vontade soberana do Eu, e sim no respeito da liberdade do Outro e para isso é necessário estar disposto a limitar-se para não se impor perante um outro. A obediência à lei criada por Outros não significa servidão ou submissão a um tirano, mas sim a superação da pretensão do Eu em ser o fundamento último e único de todas as regras. A heteronomia é a norma , a regra externa e não depende da vontade do sujeito. 

## Em Pedagogia
Para Paulo Freire o sistema educacional impõe excessiva heteronomia em seus educandos, desestimulando assim o desenvolvimento de capacidade de iniciativa, criatividade, emancipação e a construção de um "ser para si". Segundo ele, sem autonomia as crianças se tornam adultos conformistas, com pouco senso crítico e vulneráveis a sistemas sociais, políticos e econômicos opressores. Em seu livro Pedagogia da autonomia acredita que os oprimidos culpam causas mágicas e míticas como o destino, a sina, a vontade de Deus pela sua falta de liberdade. Assim a autonomia seria vista como inacessível, inatingível e irrealizável levando ao conformismo e perpetuando o sistema opressor. 
Na visão de Paulo Freire, na América Latina a heteronomia foi imposta violentamente pelos colonizadores e pela Igreja católica, resultando em uma cultura paternalista, sectária, alienada, irracional, acrítica, com dependência emocional pelos opressores. Ele argumenta que, ao invés de buscar autonomia, o oprimido eventualmente adere aos valores impostos e passa a admirar o opressor, imitá-lo e reproduzir a opressão.
Freire defende que a escola é um ambiente essencial para superar a heteronomia. Para isso o modelo "bancário" em que o aluno é um sujeito passivo, mero ouvinte que deve memorizar ideias, deve ser superado. A "pedagogia da autonomia" defende um constante debate de ideias, a valorização do pensamento crítico, métodos participativos, estimulando a luta pelos seus direitos e pelos direitos de outros. Não se planeja assim criar indivíduos egoístas, desobedientes e auto-suficientes, e sim indivíduos capazes de compreender a razão das regras, rejeitando sistemas opressores, sendo aberto a comunicação e a mudanças.